# Olympische Winterspiele 2002/Teilnehmer (Finnland)
| Gelbes Symbol für Goldmedaillen mit stilisierten Olympischen Ringen | Graues Symbol für Silbermedaillen mit stilisierten Olympischen Ringen | Braundes Symbol für Bronzemedaillen mit stilisierten Olympischen Ringen |
| ------------------------------------------------------------------- | --------------------------------------------------------------------- | ----------------------------------------------------------------------- |
| 4                                                                   | 2                                                                     | 1                                                                       |

Finnland nahm an den Olympischen Winterspielen 2002 im US-amerikanischen Salt Lake City mit einer Delegation von 99 Athleten in elf Disziplinen teil, davon 63 Männer und 36 Frauen. Mit vier Gold-, zwei Silbermedaillen und einer Bronzemedaille platzierte sich Finnland auf Rang acht im Medaillenspiegel. Erfolgreichster Athlet war Samppa Lajunen, der in der Nordischen Kombination in allen drei Wettbewerben (Sprint, Einzel und Mannschaft) Olympiasieger wurde.
Fahnenträger bei der Eröffnungsfeier war der Skispringer Toni Nieminen.

## Teilnehmer nach Sportarten

### Biathlon
Männer
- Timo Antila
10 km Sprint: 19. Platz (26:33,4 min)
12,5 km Verfolgung: 32. Platz (36:16,7 min)
20 km Einzel: 41. Platz (56:33,5 min)
4 × 7,5 km Staffel: 12. Platz (1:28:52,7 h)

- Vesa Hietalahti
10 km Sprint: 25. Platz (26:43,2 min)
12,5 km Verfolgung: 22. Platz (35:10,0 min)
20 km Einzel: 19. Platz (54:47,0 min)
4 × 7,5 km Staffel: 12. Platz (1:28:52,7 h)

- Olli-Pekka Peltola
10 km Sprint: 73. Platz (28:58,5 min)

- Paavo Puurunen
10 km Sprint: 16. Platz (26:24,7 min)
12,5 km Verfolgung: 28. Platz (36:03,5 min)
20 km Einzel: 15. Platz (54:15,7 min)
4 × 7,5 km Staffel: 12. Platz (1:28:52,7 h)

- Ville Räikkönen
20 km Einzel: 67. Platz (59:34,2 min)
4 × 7,5 km Staffel: 12. Platz (1:28:52,7 h)

Frauen
- Katja Holanti
7,5 km Sprint: 52. Platz (24:07,2 min)
10 km Verfolgung: 46. Platz (37:41,7 min)
15 km Einzel: 13. Platz (49:52,3 min)
4 × 7,5 km Staffel: 12. Platz (1:34:18,7 h)

- Outi Kettunen
7,5 km Sprint: 37. Platz (23:11,3 min)
10 km Verfolgung: 37. Platz (35:48,6 min)
15 km Einzel: 48. Platz (53:48,1 min)
4 × 7,5 km Staffel: 12. Platz (1:34:18,7 h)

- Anita Nyman
7,5 km Sprint: 54. Platz (24:17,0 min)
10 km Verfolgung: Rennen nicht beendet
4 × 7,5 km Staffel: 12. Platz (1:34:18,7 h)

- Sanna-Leena Perunka
7,5 km Sprint: 24. Platz (22:39,9 min)
10 km Verfolgung: 20. Platz (33:44,5 min)
15 km Einzel: 40. Platz (52:48,8 min)
4 × 7,5 km Staffel: 12. Platz (1:34:18,7 h)

### Curling
Männer
- Markku Uusipaavalniemi (Skip), Wille Mäkelä, Tommi Häti, Jari Laukkanen, Pekka Saarelainen
5. Platz

### Eishockey
Männer
| - Jani Hurme - Pasi Nurminen - Jussi Markkanen - Janne Niinimaa - Ossi Vaananen - Jyrki Lumme - Aki-Petteri Berg - Ville Nieminen - Teppo Numminen - Kimmo Timonen - Sami Salo - Tomi Kallio | - Niklas Hagman - Olli Jokinen - Teemu Selänne - Sami Kapanen - Jere Lehtinen - Mikko Eloranta - Raimo Helminen - Juha Ylönen - Jarkko Ruutu - Antti Aalto - Juha Lind |

- 6. Platz

Frauen
| - Pirjo Ahonen - Sari Fisk - Minna Halonen - Kirsi Hänninen - Satu Hoikkala - Emma Laaksonen - Terhi Mertanen - Riikka Nieminen - Marja-Helena Pälvilä - Oona Parviainen | - Tuula Puputti - Karoliina Rantamäki - Tiia Reima - Katja Riipi - Päivi Salo - Henna Savikuja - Hanne Sikiö - Saija Sirviö - Petra Vaarakallio - Marjo Voutilainen |

- 4. Platz

### Eiskunstlauf
Frauen
- Elina Kettunen
11. Platz (18,0)

### Eisschnelllauf
Männer
- Janne Hänninen
500 m: 15. Platz (70,33 s)
1000 m: 10. Platz (1:08,45 min)
1500 m: 13. Platz (1:46,04 min)

- Risto Rosendahl
1000 m: 33. Platz (1:10,70 min)
1500 m: 32. Platz (1:48,57 min)

- Vesa Rosendahl
1500 m: 27. Platz (1:48,02 min)

### Freestyle-Skiing
Männer
- Janne Lahtela
Buckelpiste: Gold  (27,97)

- Tapio Luusua
Buckelpiste: 5. Platz (26,67)

- Sami Mustonen
Buckelpiste: 10. Platz (26,08)

- Mikko Ronkainen
Buckelpiste: 8. Platz (26,49)

Frauen
- Minna Karhu
Buckelpiste: 12. Platz (23,07)

### Nordische Kombination
- Mikko Keskinarkaus
Sprint (Großschanze / 7,5 km): 23. Platz (18:31,4 min)
Einzel (Normalschanze / 15 km): 28. Platz (44:38,9 min)

- Samppa Lajunen
Sprint (Großschanze / 7,5 km): Gold  (16:40,1 min)
Einzel (Normalschanze / 15 km): Gold  (39:11,7 min)
Mannschaft (Normalschanze / 5 km): Gold  (48:42,2 min)

- Hannu Manninen
Sprint (Großschanze / 7,5 km): 7. Platz (17:42,7 min)
Einzel (Normalschanze / 15 km): 14. Platz (42:21,1 min)
Mannschaft (Normalschanze / 5 km): Gold  (48:42,2 min)

- Jari Mantila
Mannschaft (Normalschanze / 5 km): Gold  (48:42,2 min)

- Jaakko Tallus
Sprint (Großschanze / 7,5 km): 4. Platz (17:25,9 min)
Einzel (Normalschanze / 15 km): Silber  (39:36,4 min)
Mannschaft (Normalschanze / 5 km): Gold  (48:42,2 min)

### Ski Alpin
Männer
- Kalle Palander
Riesenslalom: Rennen nicht beendet
Slalom: Rennen nicht beendet

- Sami Uotila
Riesenslalom: Rennen nicht beendet

Frauen
- Tanja Poutiainen
Riesenslalom: 11. Platz (2:32,97 min)
Slalom: Rennen nicht beendet

- Henna Raita
Riesenslalom: Rennen nicht beendet
Slalom: 8. Platz (1:48,40 min)

### Skilanglauf
Männer
- Karri Hietamäki
15 km klassisch: 43. Platz (41:13,6 min)
50 km klassisch: 31. Platz (2:19:32,0 h)
4 × 10 km Staffel: 11. Platz (1:37:41,8 h)

- Teemu Kattilakoski
30 km Freistil: 35. Platz (1:16:20,9 h)
4 × 10 km Staffel: 11. Platz (1:37:41,8 h)

- Keijo Kurttila
1,5 km Sprint: 26. Platz (2:56,91 min)

- Hannu Manninen
1,5 km Sprint: 8. Platz (2:59,5 min)

- Ari Palolahti
1,5 km Sprint: 21. Platz (2:55,28 min)
15 km klassisch: 53. Platz (42:10,7 min)

- Sami Pietilä
20 km Verfolgung: 46. Platz (28:20,1 min + 26:38,8 min)
30 km Freistil: Rennen nicht beendet
50 km klassisch: 30. Platz (2:19:10,7 h)

- Sami Repo
1,5 km Sprint: 22. Platz (2:55,47 min)
20 km Verfolgung: 31. Platz (28:09,2 min + 25:29,7 min)
30 km Freistil: 40. Platz (1:16:48,2 h)
4 × 10 km Staffel: 11. Platz (1:37:41,8 h)

- Kuisma Taipale
15 km klassisch: 30. Platz (39:50,3 min)
50 km klassisch: 47. Platz (2:24:40,5 h)
4 × 10 km Staffel: 11. Platz (1:37:41,8 h)

Frauen
- Riitta-Liisa Roponen
1,5 km Sprint: 36. Platz (3:27,16 min)
15 km Freistil: 19. Platz (42:14,3 min)
4 × 5 km Staffel: 7. Platz (50:45,5 min)

- Elina Pienimäki-Hietamäki
1,5 km Sprint: 14. Platz (3:22,65 min)
10 km Verfolgung: 40. Platz (14:21,3 min + 13:39,5 min)

- Satu Salonen
10 km klassisch: 7. Platz (29:02,3 min)
10 km Verfolgung: 36. Platz (13:43,4 min + 13:34,3 min)
30 km klassisch: Rennen nicht beendet
4 × 5 km Staffel: 7. Platz (50:45,5 min)

- Kati Venäläinen
1,5 km Sprint: 18. Platz (3:19,23 min)
10 km klassisch: 28. Platz (30:24,0 min)
10 km Verfolgung: 16. Platz (13:54,4 min + 13:11,9 min)
4 × 5 km Staffel: 7. Platz (50:45,5 min)

- Kaisa Varis
1,5 km Sprint: 23. Platz (3:20,52 min)
10 km Verfolgung: 12. Platz (13:37,9 min + 12:37,8 min)
15 km Freistil: 4. Platz (40:04,1 min)
4 × 5 km Staffel: 7. Platz (50:45,5 min)

- Annmari Viljanmaa
10 km klassisch: 37. Platz (30:51,8 min)
15 km Freistil: Rennen nicht beendet
30 km klassisch: 24. Platz (1:40:47,9 h)

### Skispringen
- Janne Ahonen
Normalschanze: 4. Platz (261,5)
Großschanze: 9. Platz (241,5)
Mannschaft: Silber  (974,0)

- Matti Hautamäki
Normalschanze: 6. Platz (252,5)
Großschanze: Bronze  (256,0)
Mannschaft: Silber  (974,0)

- Risto Jussilainen
Großschanze: 18. Platz (226,2)
Mannschaft: Silber  (974,0)

- Veli-Matti Lindström
Normalschanze: 5. Platz (253,0)
Großschanze: 37. Platz (nicht für 2. Finalsprung qualifiziert)
Mannschaft: Silber  (974,0)

- Toni Nieminen
Normalschanze: 16. Platz (235,5)

### Snowboard
Männer
- Markku Koski
Halfpipe: 8. Platz (39,0)

- Risto Mattila
Halfpipe: 10. Platz (nicht für das Finale qualifiziert)

- Tuomo Ojala
Halfpipe: 24. Platz (nicht für das Finale qualifiziert)

- Heikki Sorsa
Halfpipe: 7. Platz (40,4)

Frauen
- Sari Grönholm
Halfpipe: 13. Platz (nicht für das Finale qualifiziert)

- Minna Hesso
Halfpipe: 9. Platz (31,9)

- Kirsi Rautava
Halfpipe: 12. Platz (nicht für das Finale qualifiziert)